# Dante's Cove
Dante’s Cove est une série télévisée américaine en 12 épisodes créée par Michael Costanza et diffusée entre le 7 octobre 2005 et le 21 décembre 2007 sur la chaîne here!.
En France, la première saison de la série est diffusée à partir du 19 octobre 2006 sur Pink TV.

## Synopsis
Kevin a quitté la maison de ses parents qui désapprouvent son homosexualité, pour habiter avec l’homme qu’il aime, à Dante’s Cove.
À l’hôtel Dante, Kevin découvre un microcosme idyllique où les résidents jeunes, sexy et bronzés, gays, lesbiennes, hétéros et bi, vivent tous en parfaite harmonie, dans une totale liberté sexuelle.
Mais le paradis va se transformer en enfer, lorsque Kevin, envoûté, va libérer le séduisant et maléfique Ambrosius de sa prison surnaturelle où l’avait placé sa fiancée Grace.
Le passé de Dante’s Cove, entaché de meurtres rituels, de sexe, d’adultère et de vaudou, va alors revenir à la vie...

## Distribution
- William Gregory Lee : Ambrosius « Bro » Vallin
- Tracy Scoggins : Grace Neville
- Gregory Michael : Kevin Archer
- Charlie David : Toby Moraitis
- Nadine Heimann : Van (saisons 1 et 2, apparitions dans la saison 3 par stock-shot)
- Josh Berresford : Cory Dalmass (saison 1, récurrent dans la saison 2)
- Zara Taylor : Amber (saison 1)
- Rena Riffel : Tina (saison 1)
- Stephen Amell : Adam (saison 1)
- Jon Fleming : Adam (saisons 2 et 3)
- Thea Gill: Diana Childs (saisons 2 et 3)
- Erin Cummings : Michelle (saison 2)
- Jill Bennett : Michelle (saison 3)
- Gabriel Romero : Marco Laveau (saison 2, récurrent dans la saison 3)
- Michelle Wolff : Brit (saison 3, récurrente dans la saison 2)
- German Santiago : Kai (saison 2)
- Jensen Atwood : Griff (saison 3)
- Jenny Shimizu : Elena (saison 3)
- Reichen Lehmkuhl : Trevor (saison 3)

## Personnages
Ambrosius "Bro" Vallin (William Gregory Lee)

Né en 1810, et considéré comme mort en 1840, Ambrosius est l’ex-fiancé de Grace. Apprenant qu'il l'eut trompé, sa fiancée le transforme en vieillard et l'enferme dans une cave pendant 165 ans, condamné à contempler chaque matin son reflet dans un miroir. Grace, cynique, lui permet d'échapper à ce sort le jour où un jeune garçon l'embrassera. Durant sa captivité, Diana, la sœur de Grace, va l'initier au Trism. C'est également Diana qui enverra Kevin le délivrer. 
Grace Neville (Tracy Scoggins)

Grace est une avatar du Trism, une religion basée sur les pouvoirs surnaturels que confère la nature. Elle doit épouser un homme pour enfanter une fille, qui recevra tous ses pouvoirs. Après la naissance du bébé, elle devait tuer son mari.

Fiancée à Ambrosius, elle le surprend dans les bras de son valet. Elle décide de l'enfermer.
Kevin Archer (Gregory Michael)

Kevin est amoureux de Toby mais n’a pu révéler à sa famille son homosexualité. Étant régulièrement en conflit avec son beau-père, il décide de rejoindre Toby à l’hôtel Dante. C'est là, dès la deuxième nuit, qu’il est attiré jusqu'à Ambrosius pour le délivrer du maléfice. Kevin fait des rêves prémonitoires et ceux-ci vont se développer en arrivant sur l’île.
Toby Moraitis (Charlie David)

Toby est le petit ami de Kevin, et le barman du club H2eau. Il fera tout pour comprendre ce qui arrive à Kevin.
Van (Nadine Heimann)

Van est la meilleure amie de Toby. C’est une artiste. Elle va tout faire pour aider Toby dans sa recherche de la vérité, allant jusqu'à s'initier aux pouvoirs du Trism.
Cory Dalmass (Josh Berresford)

Cory habite à l’hôtel Dante. Il a tendance à coucher avec tous les hommes du coin. Cory va être envoûté par Ambrosius et devenir son esclave.
Adam (Stephen Amell puis Jon Fleming)

Adam est le meilleur ami de Toby. Ils ont fait leurs études ensemble. Toby en était amoureux mais Adam est hétérosexuel. Il va être jaloux de la relation qu’entretiennent Toby et Kevin.
Diana Childs (Thea Gill)

Diana est la sœur cadette de Grace, et une puissante avatar du Trism. Elle est propriétaire d'une boutique de souvenirs, ainsi que de la Old Historical Society, une société spécialisée dans l'histoire de Dante's Cove.
Michelle (Erin Cummings puis Jill Bennett)

Michelle est la petite amie de Van, jusqu'à ce que cette dernière échoue à lui lancer un sort d'amnésie pour lui faire oublier les derniers évènements. Michelle oublie alors totalement Van.
Marco Laveau (Gabriel Romero)

Marco est le patron du club H2eau.
Amber (Zara Taylor)

Tina (Rena Riffel)

Brit (Michelle Wolff)

Brit est océanographe et étudie les courants marins. Elle travaille également comme barmaid au club H2eau.
Kai (German Santiago)

Griff (Jensen Atwood)

Griff est un avatar du Trism, et un envoyé du Haut Conseil.
Elena (Jenny Shimizu)

Trevor (Reichen Lehmkuhl)

## L'univers deDante's Cove

### Le Trism
Dans l'univers de Dante's Cove, le Trism est un culte basé sur les pouvoirs surnaturels que ses adeptes puisent dans la nature, proche de la sorcellerie et du vaudou, bien que ceux qui le pratiquent ne se décrivent quasiment jamais comme des sorciers.
Il existe quatre degrés dans la pratique du Trism : tout d'abord, le nouveau venu devient aspirant. Lorsqu'il commence réellement l'étude du Livre du Trism, il devient alors un ascendant. Une fois ses pouvoirs suffisamment développés, il devient un artisan, puis un avatar lorsqu'il devient Grand-Prêtre ou Grande-Prêtresse du Trism.
Le Trism est divisé en quatre maisons :
- la Maison de la Lune, maison de l'énergie femelle, dont le symbole est l'eau.
- la Maison du Soleil, maison de l'énergie mâle, dont le symbole est le feu.
- la Maison du Ciel, maison annoncée dans une prophétie comme issue d'une combinaison des pouvoirs des deux autres maisons[2].
- la Maison des Ombres, une ancienne maison aujourd'hui disparue, décrite comme le mal absolu et anéantie par les adeptes du Trism[3].

Les connaissances du Trism sont regroupées dans le Livre du Trism. Chaque Maison possède sa propre version du Livre, et chaque maison interprète ses enseignements de manière différente. Il existe au moins deux exemplaires du Livre du Trism à Dante's Cove : le Livre de la Lune, anciennement propriété de Van, et le Livre du Soleil, propriété d'Ambrosius. Il existe également un Livre du Ciel, mais personne ne semble rien savoir ni de son emplacement ni de son contenu.
Pour les non-pratiquants, ou pour les adeptes du Trism qui ne sont pas encore prêts pour les révélations du Livre, les pages semblent écrites dans une langue hiéroglyphique. Quand un adepte progresse dans sa connaissance du Trism, ou dans certaines circonstances exceptionnelles, ou encore sous l'effet de la drogue appelée saint, de nouvelles pages du Livre deviennent accessibles.
Dans chaque Livre, il existe des pages inaccessibles aux membres des Maisons de la Lune et du Soleil. Il est souvent dit que seul un membre de la Maison du Ciel pourra les déchiffrer.
Que les adeptes soient membres de la Maison du Soleil ou de la Maison de la Lune, il ne semble pas exister de différence majeure entre leurs pouvoirs. Les adeptes peuvent manipuler l'énergie pour changer la réalité à plusieurs niveaux. Ils ont de nombreux pouvoirs, comme la téléportation, le contrôle mental, la cristallomancie et la clairvoyance, le contrôle de la nature (changer la couleur de la Lune, par exemple), et même de tuer d'un simple regard.
Le Trisme est régi par un Conseil, le Conseil du Trism. Ses représentants sont de puissants avatars, appelés Émissaires, bien qu'il ne soit jamais précisé si ceux qui portent ce titre sont membres du Conseil ou simplement des adeptes chargés d'appliquer ses décisions. Le Conseil édicte des décrets concernant la pratique du Trism, et les Émissaires peuvent faire appel aux pouvoirs des deux Maisons pour gagner en puissance et accomplir leur mission.
Les membres du Conseil jugent la pratique du Trism à Dante's Cove comme dévoyée, pendant que Grace se moque d'eux en les décrivant comme timorés et peureux. On ne sait pratiquement rien du Conseil ou de sa composition, ni de sa relation aux deux grandes Maisons.

### Lesaint
Dans l'univers de Dante's Cove, le saint est une drogue enthéogène endémique de la région de Dante's Cove, même si elle est probablement plus répandue dans le monde de la série. C'est une forme de mousse qui peut être ingérée ou fumée.
Pour les non-pratiquants, le saint produit un état euphorique intense, ainsi qu'un sentiment d'invulnérabilité. Il peut même parfois provoquer chez eux des visions.
Pour les fidèles du Trism, le saint est une fleur sacrée, appelée fleur des étoiles. Quand il est brûlé rituellement, il provoque des visions du passé ou de l'avenir, et accroit les pouvoirs de celui ou celle qui en inhale la fumée, par exemple en lui permettant d'accéder à de nouveaux chapitres du Livre du Trism.